# Естонський музей просто неба
Есто́нський музе́й про́сто не́ба (ест. Eesti Vabaõhumuuseum) — це в натуральну величину реконструкція сільського / рибальського села XVIII ст., в якому є церква, заїжджий двір, школа, кілька млинів, пожежне депо, дванадцять дворів і навіси для сіток. Музей займає територію площею 72 га і має у своєму складі 72 незалежних споруди. Він розташований за 8 км на захід від центру Таллінна в районі Rocca al Mare. Заснований в 1957 р., музей представляє 68 фермерських будинків, об'єднаних в дванадцять дворів з півночі, півдня і заходу Естонії.
Поряд з фермерськими господарствами поодинці і групами розташовані старі суспільні будівлі з метою представити огляд естонської національної архітектури останніх двох століть.

## Галерея

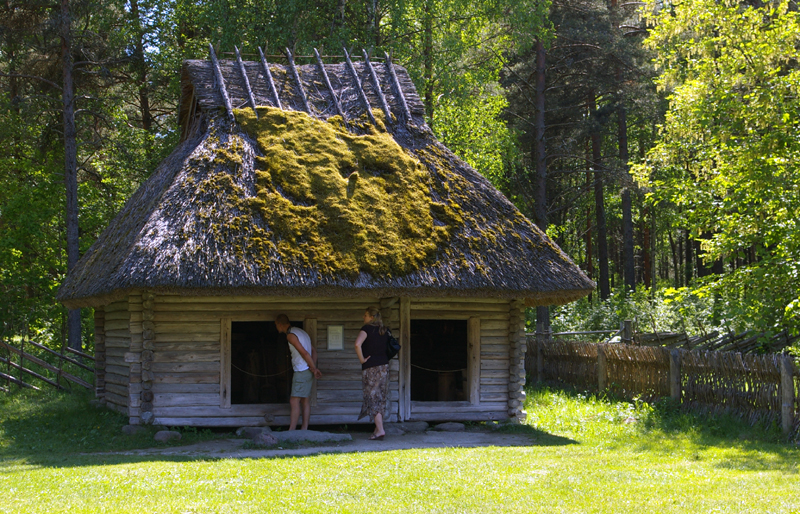
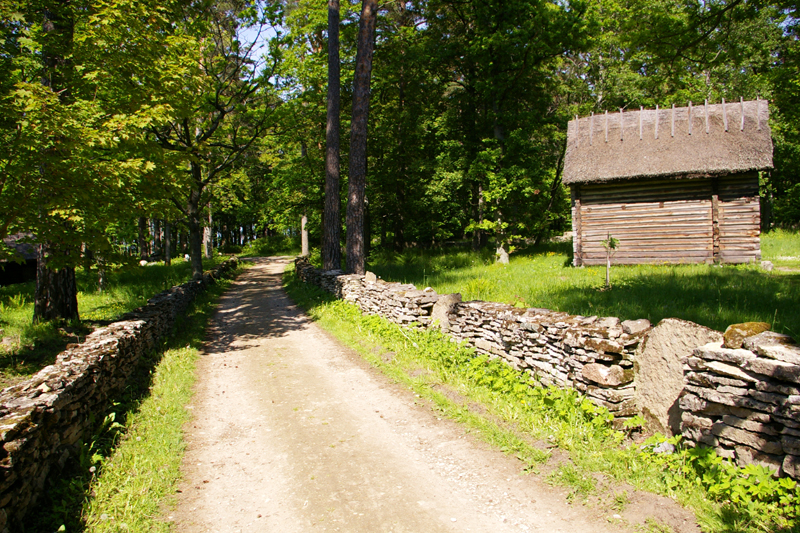
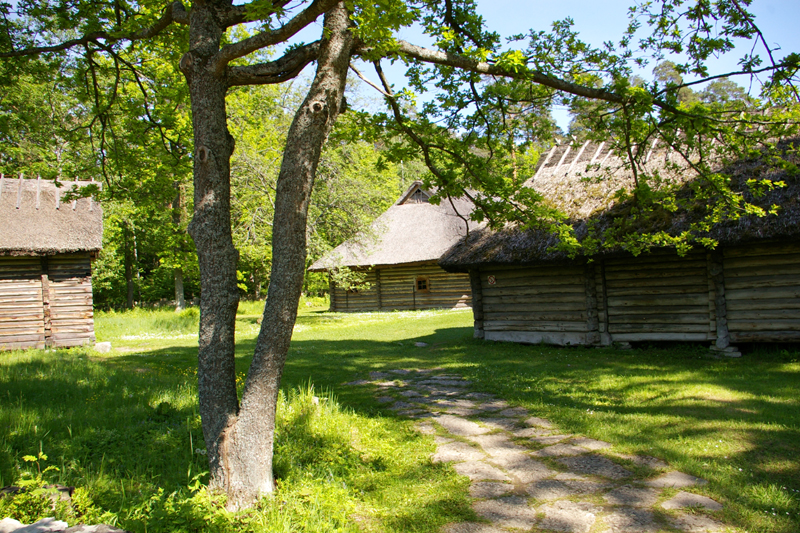
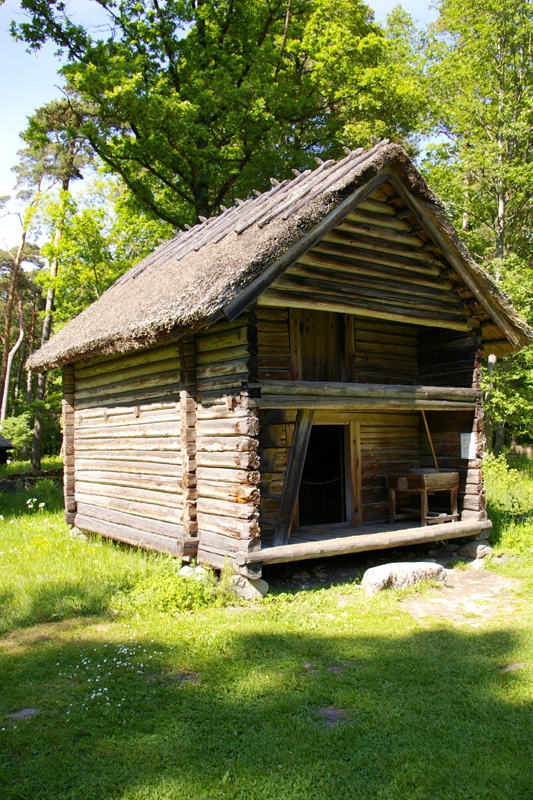
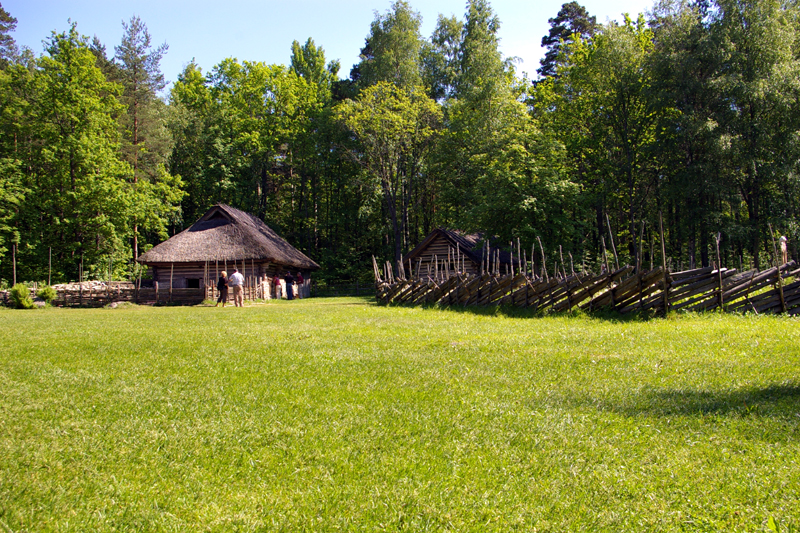
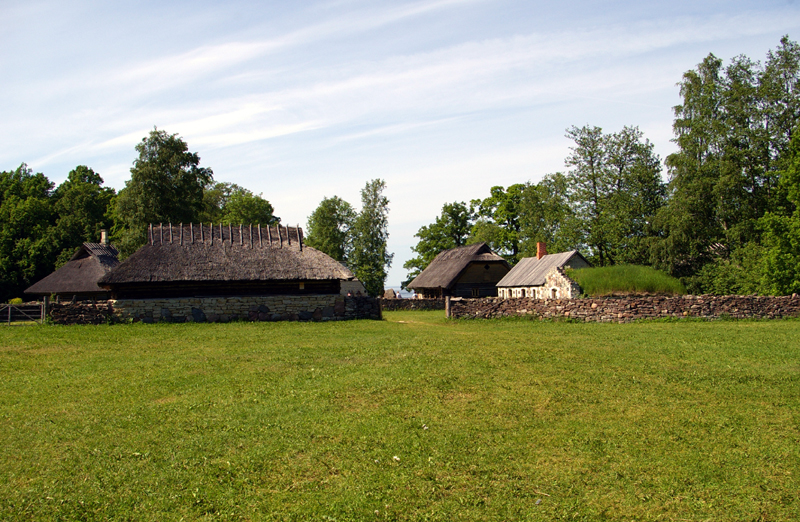
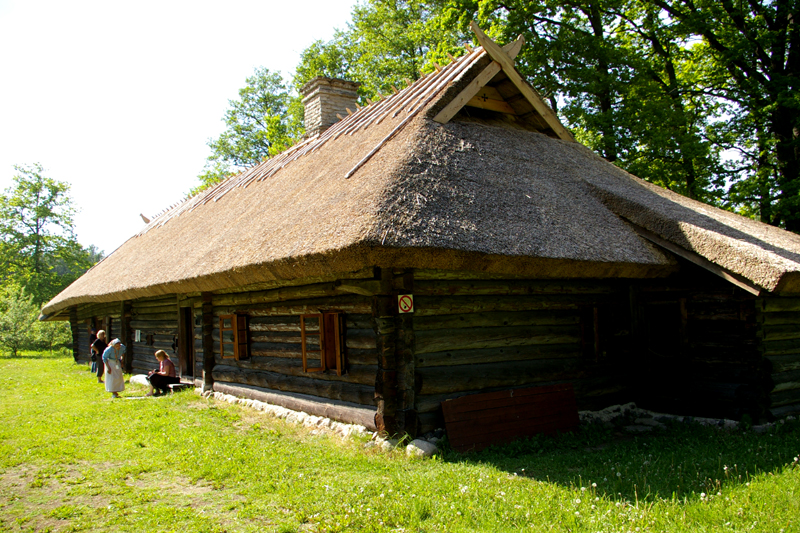
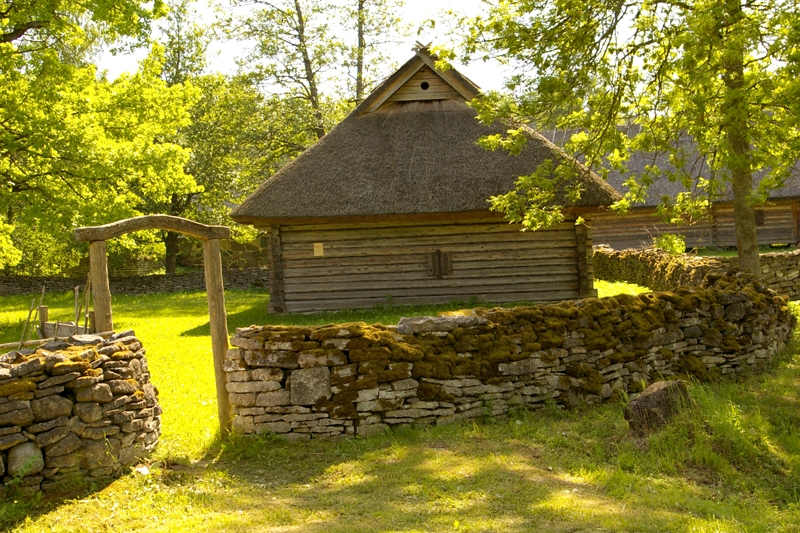
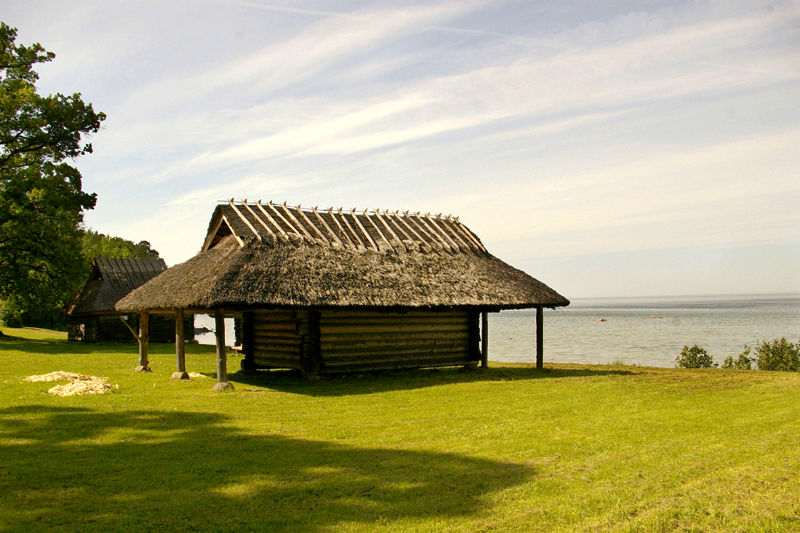
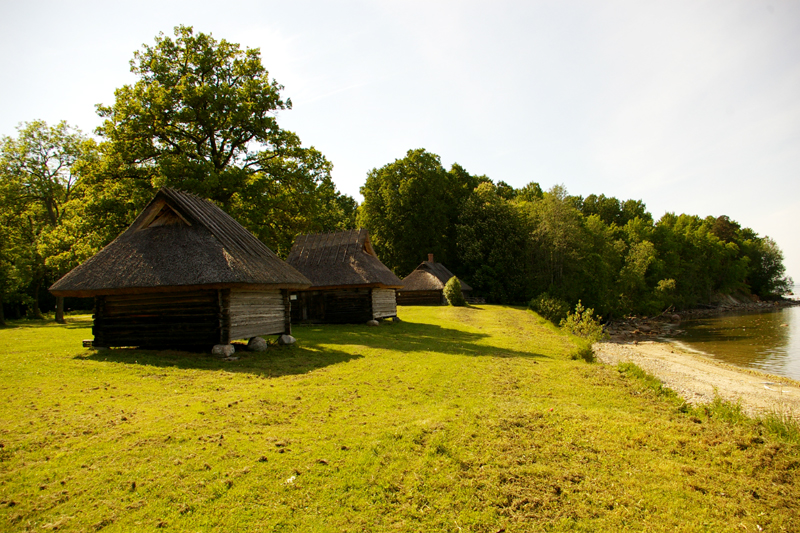
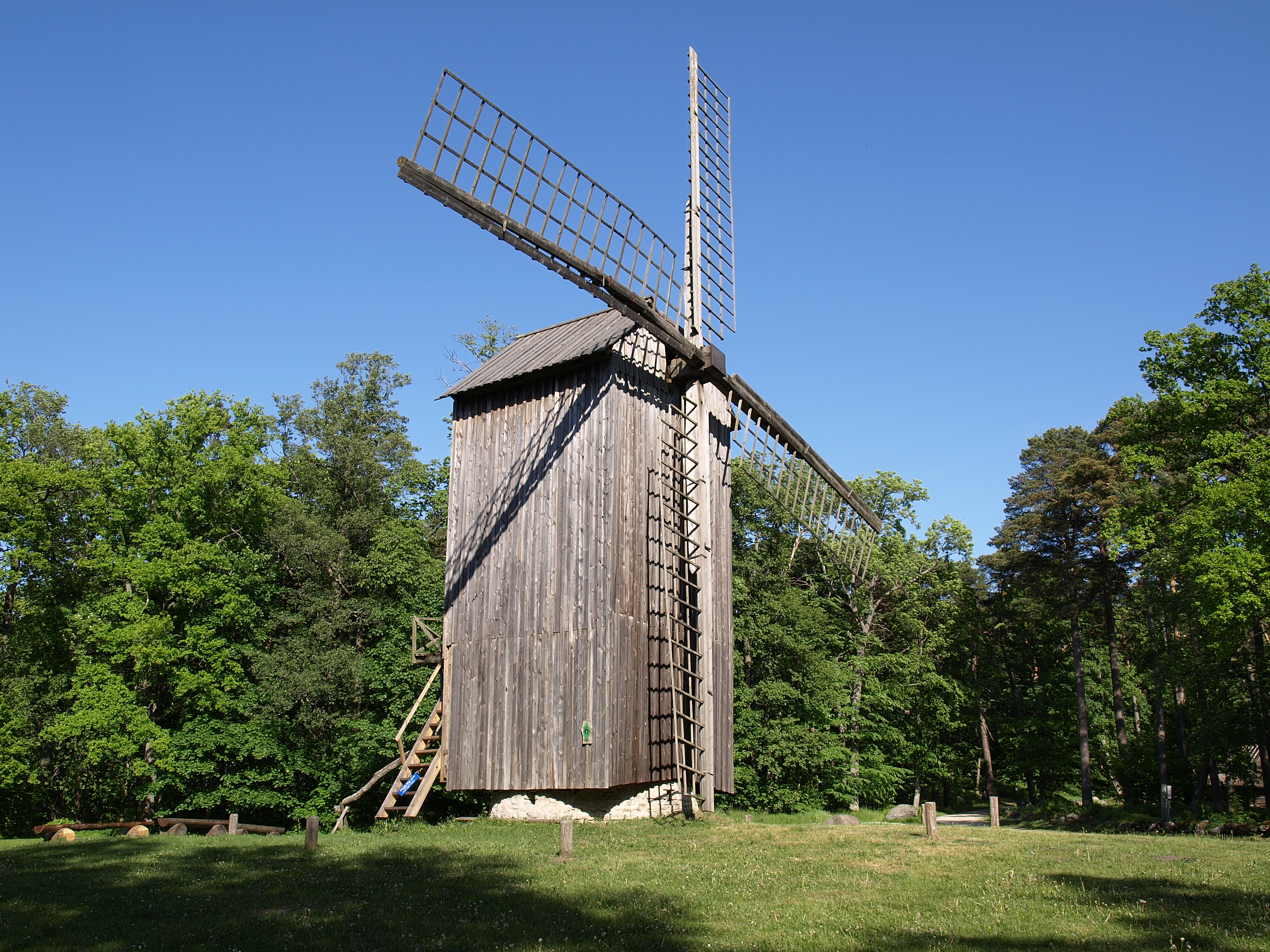
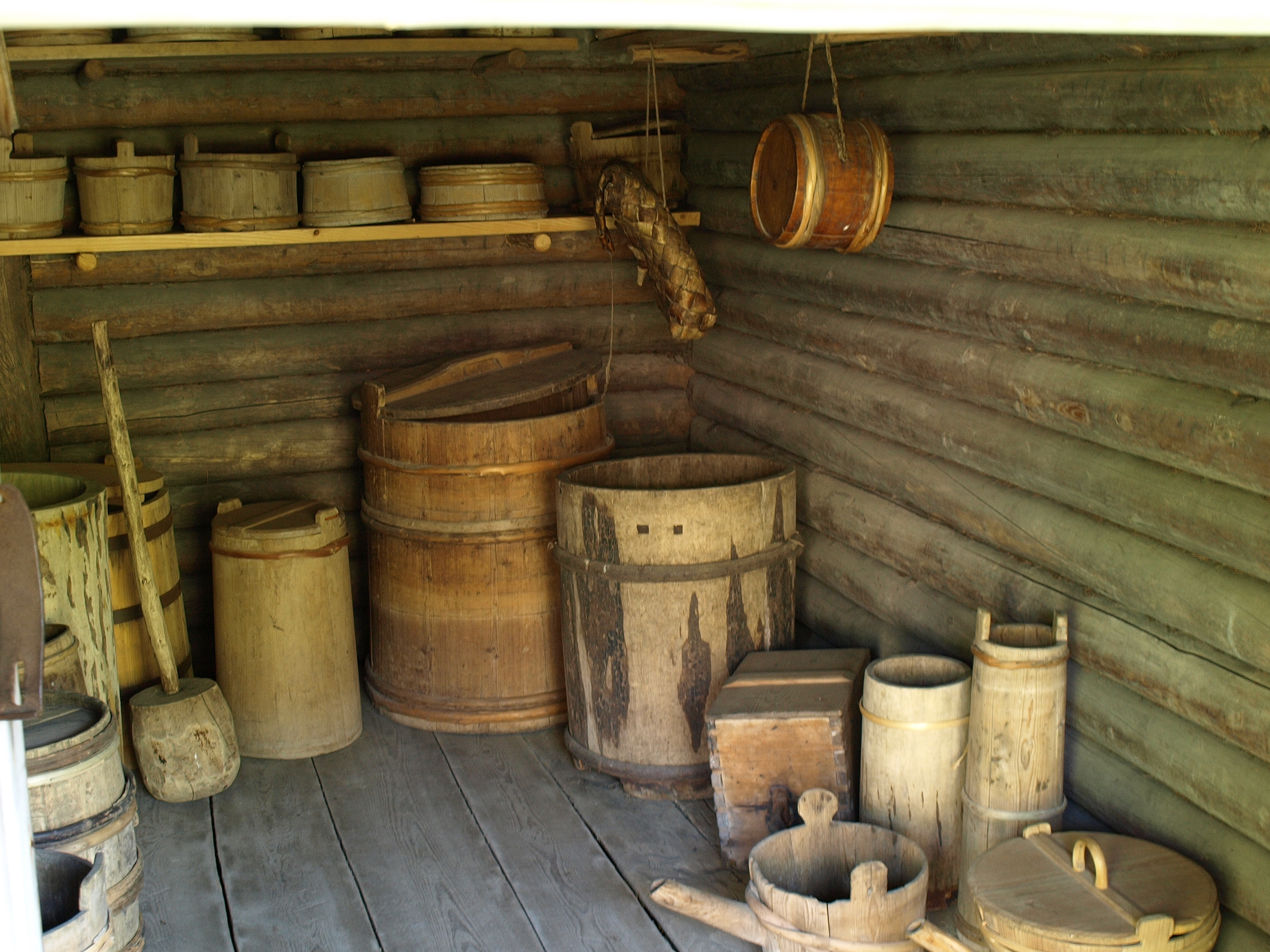
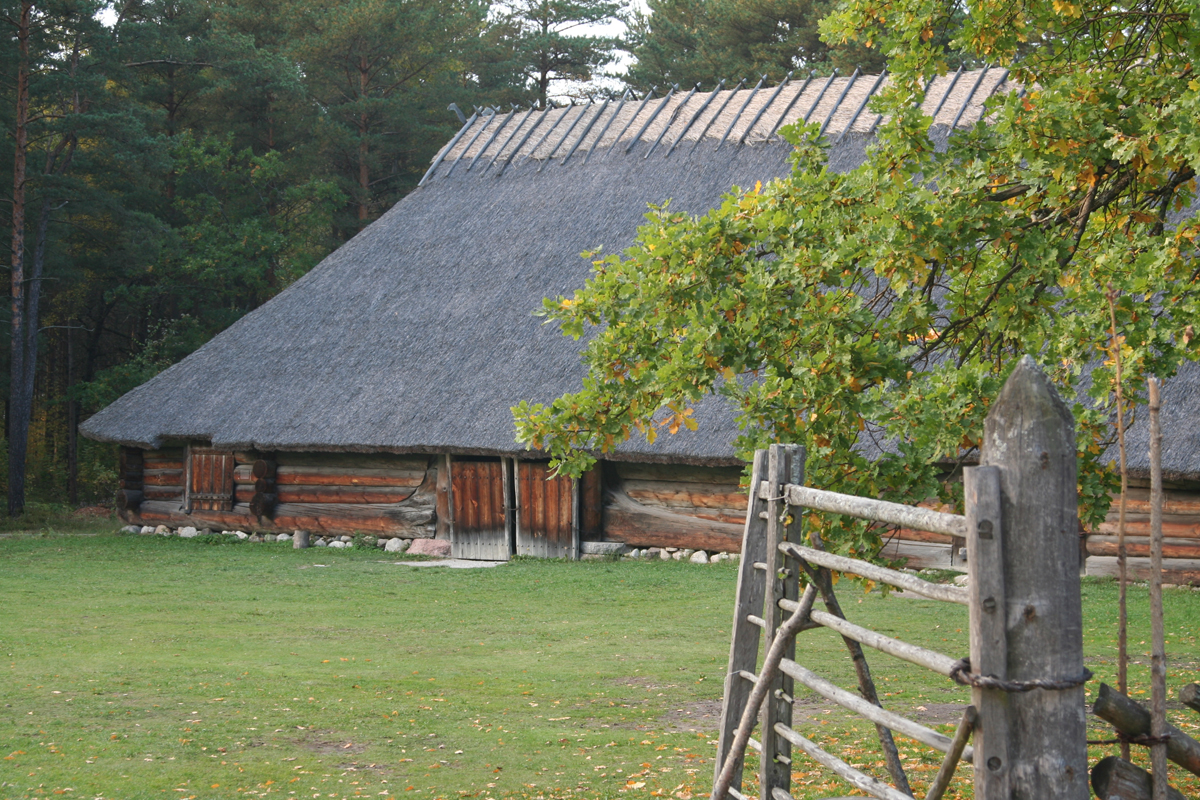
Найстаріше фермерське господарство в музеї: Сассі Йаані (XVIII-XIX ст.)
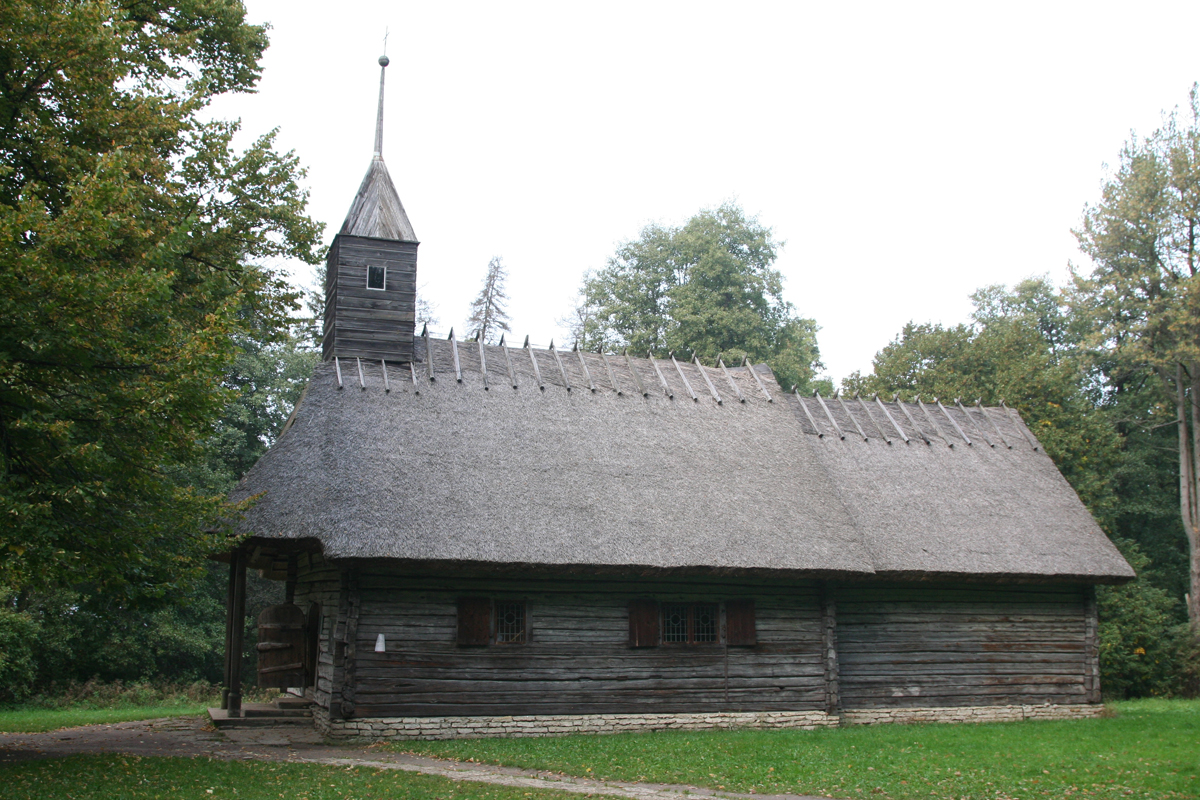
Sutlepa chapel, XIX ст.
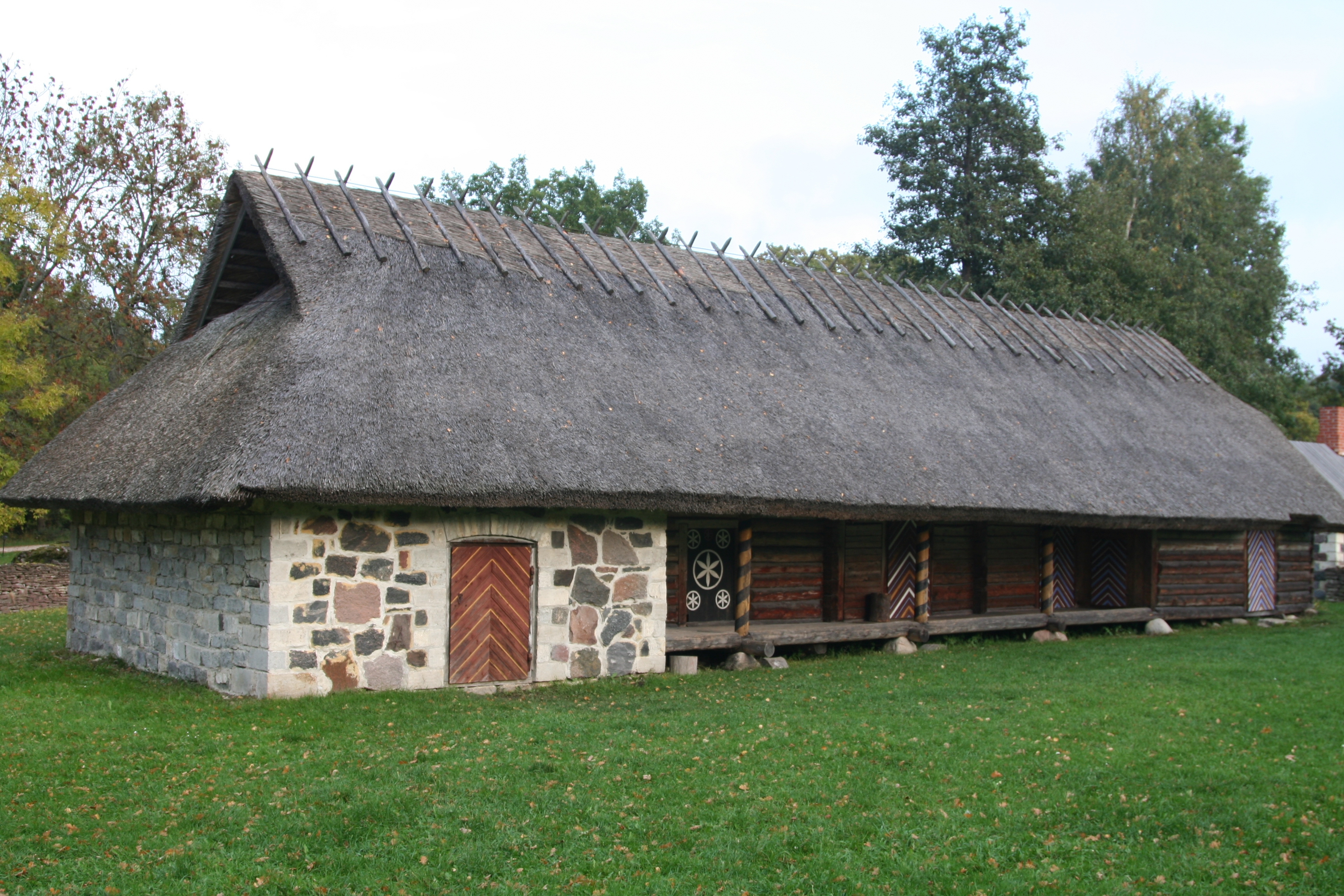
Фермерське господарство Юрі Йаагу, XIX ст.
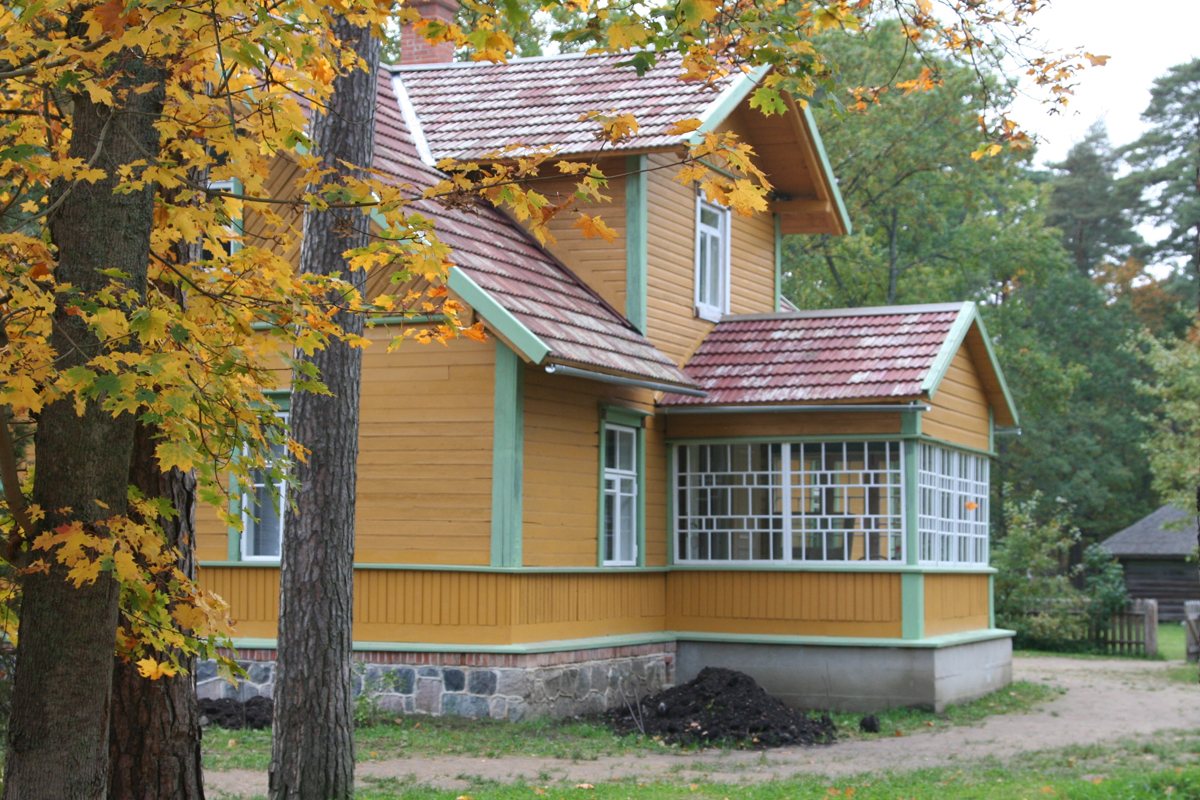
Фермерське господарство Кутсарі Харьяпеа, 1930-ті рр.
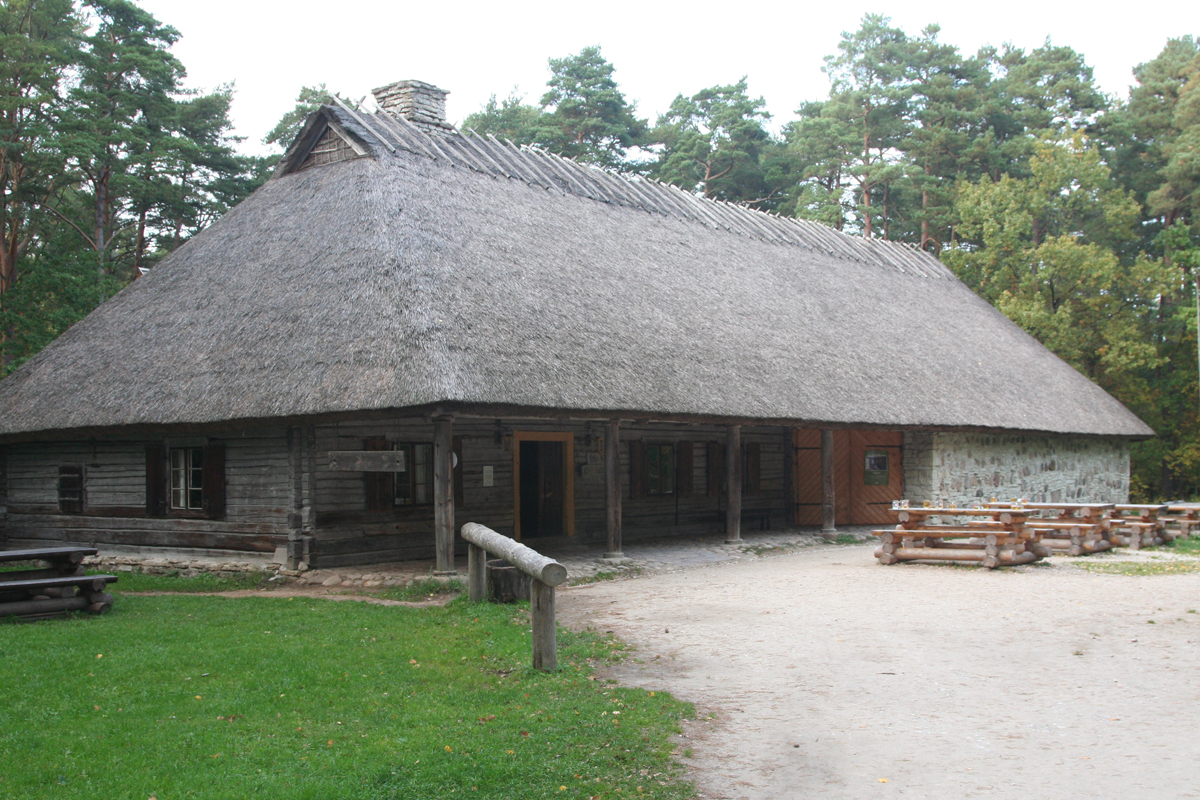
Таверна Колу, XIX ст.
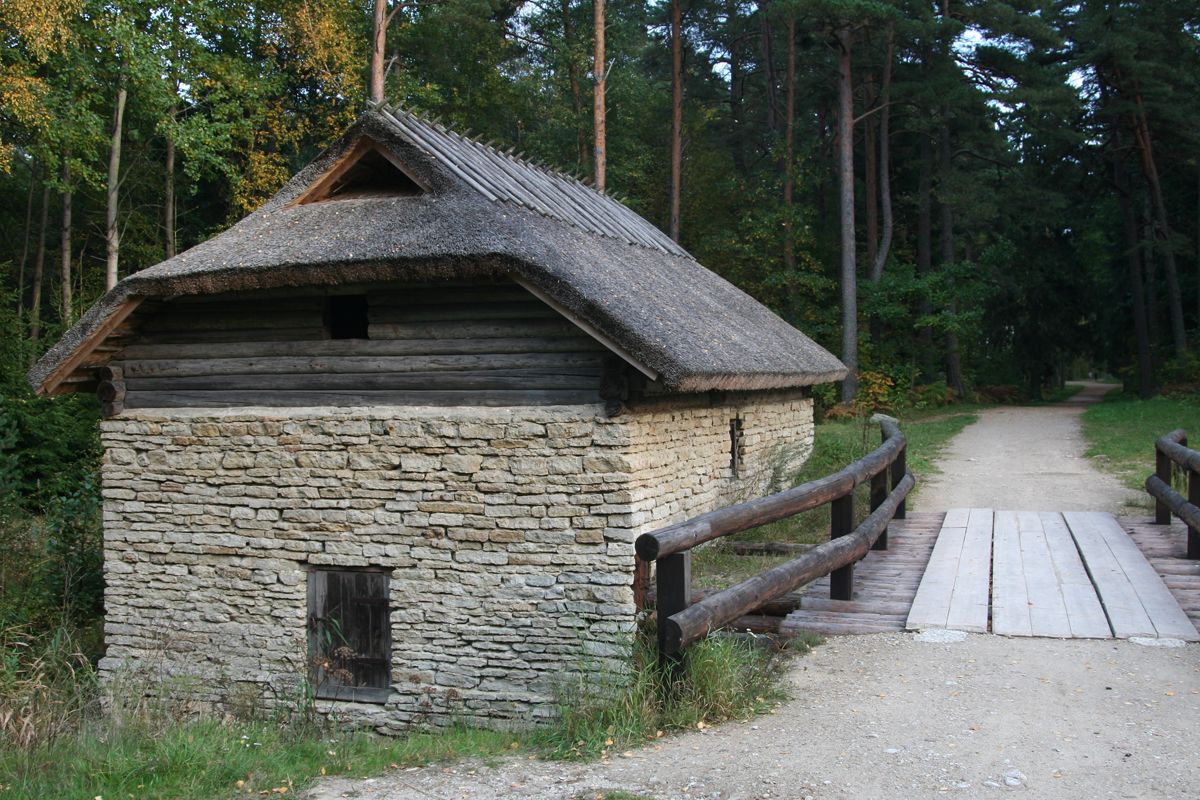
Водяний млин з Кахаля, XIX ст.
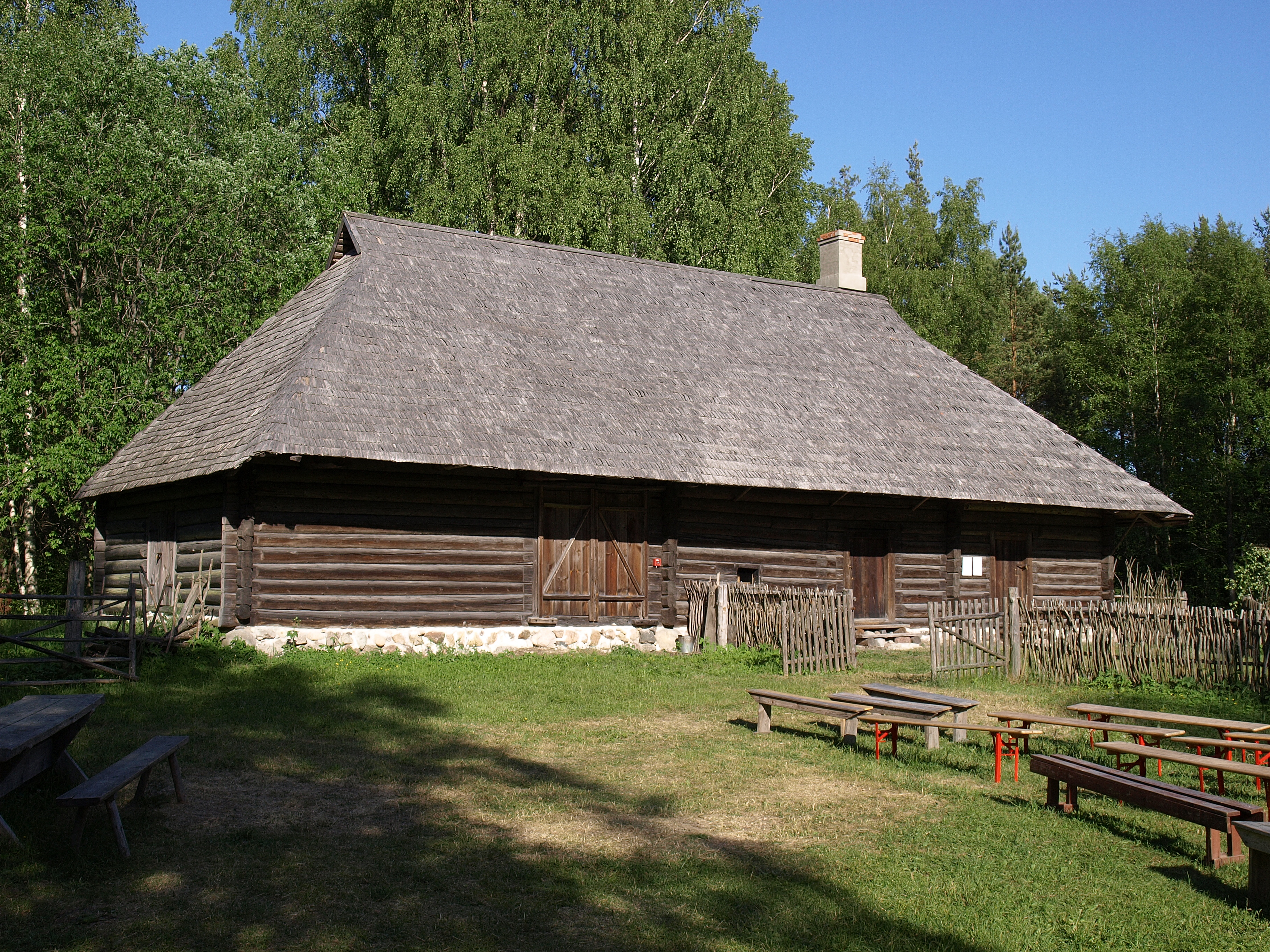
Фермерський будинок XIX ст.
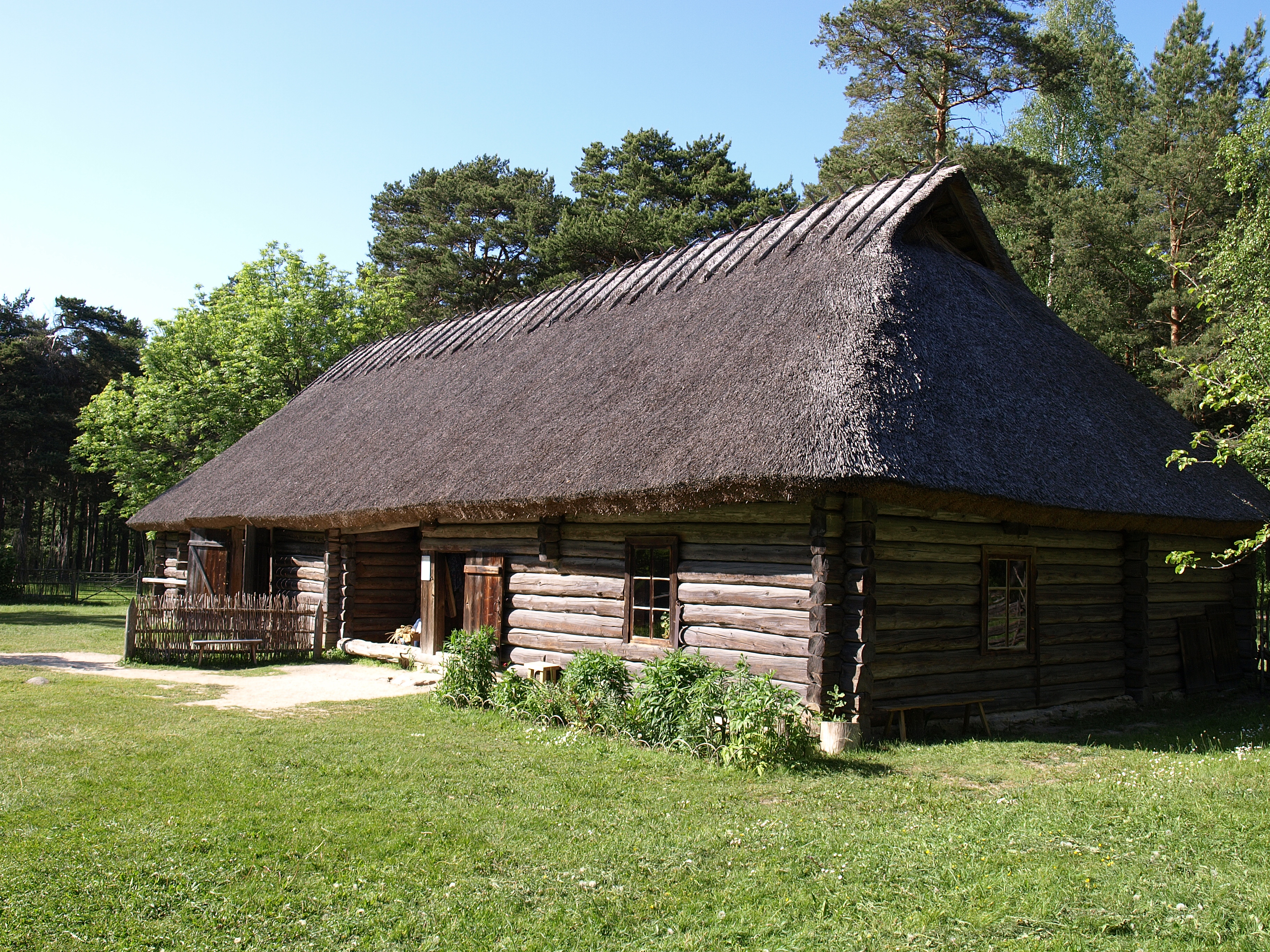
Фермерський будинок XIX ст.
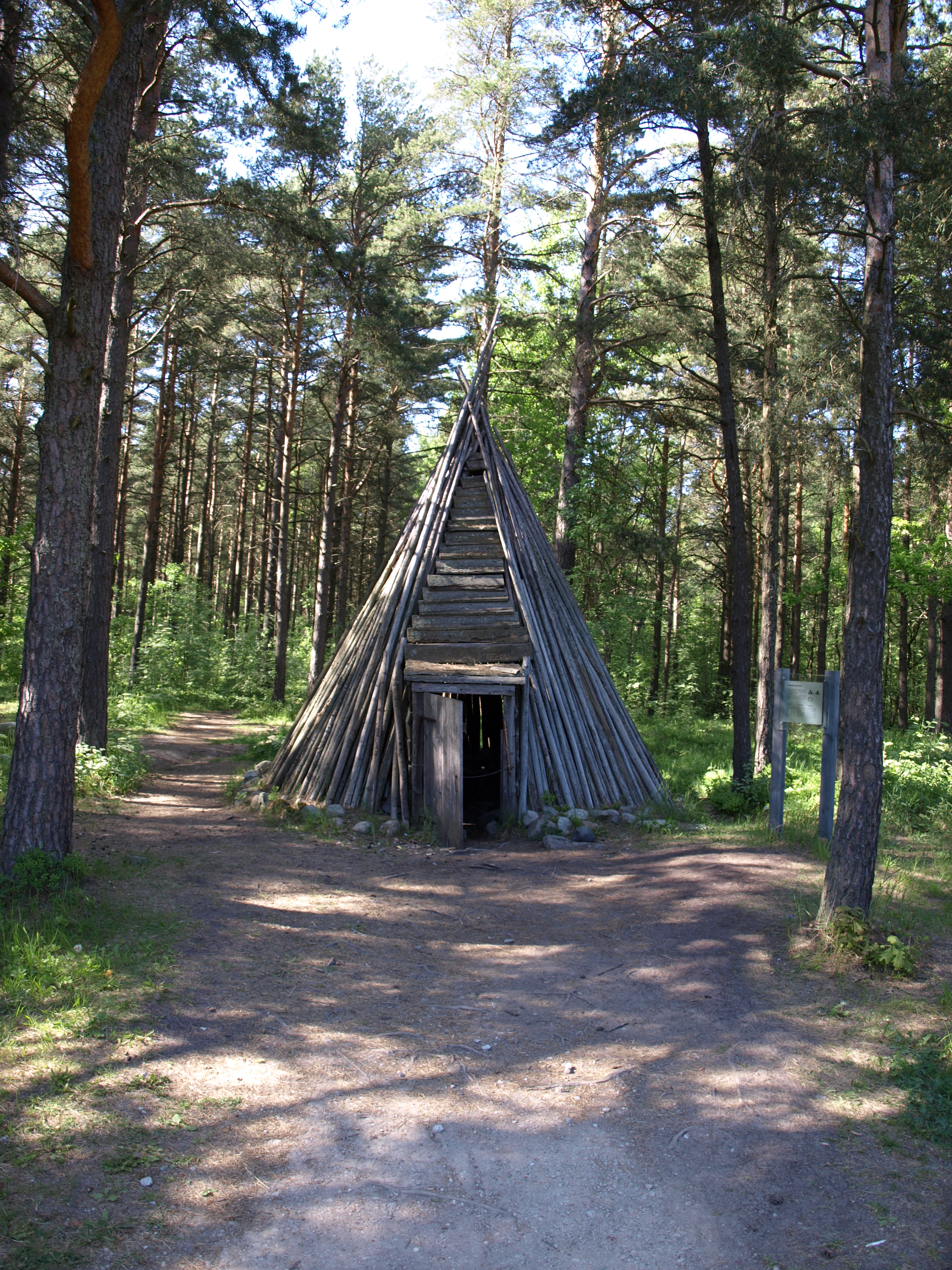
Літня кухня, під час зими все приготування їжі здійснювалася поза фермерським будинком
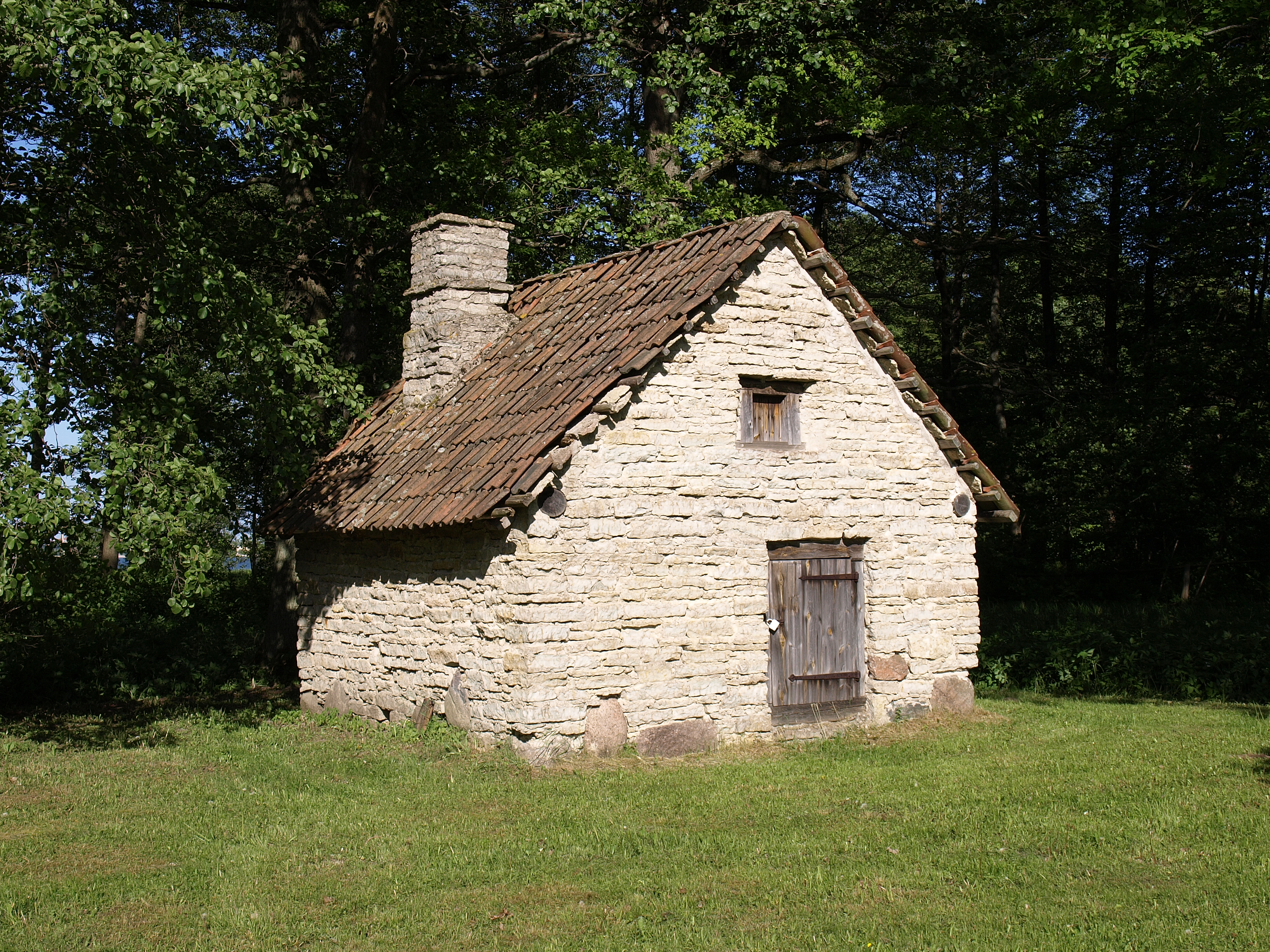
Естонська сауна
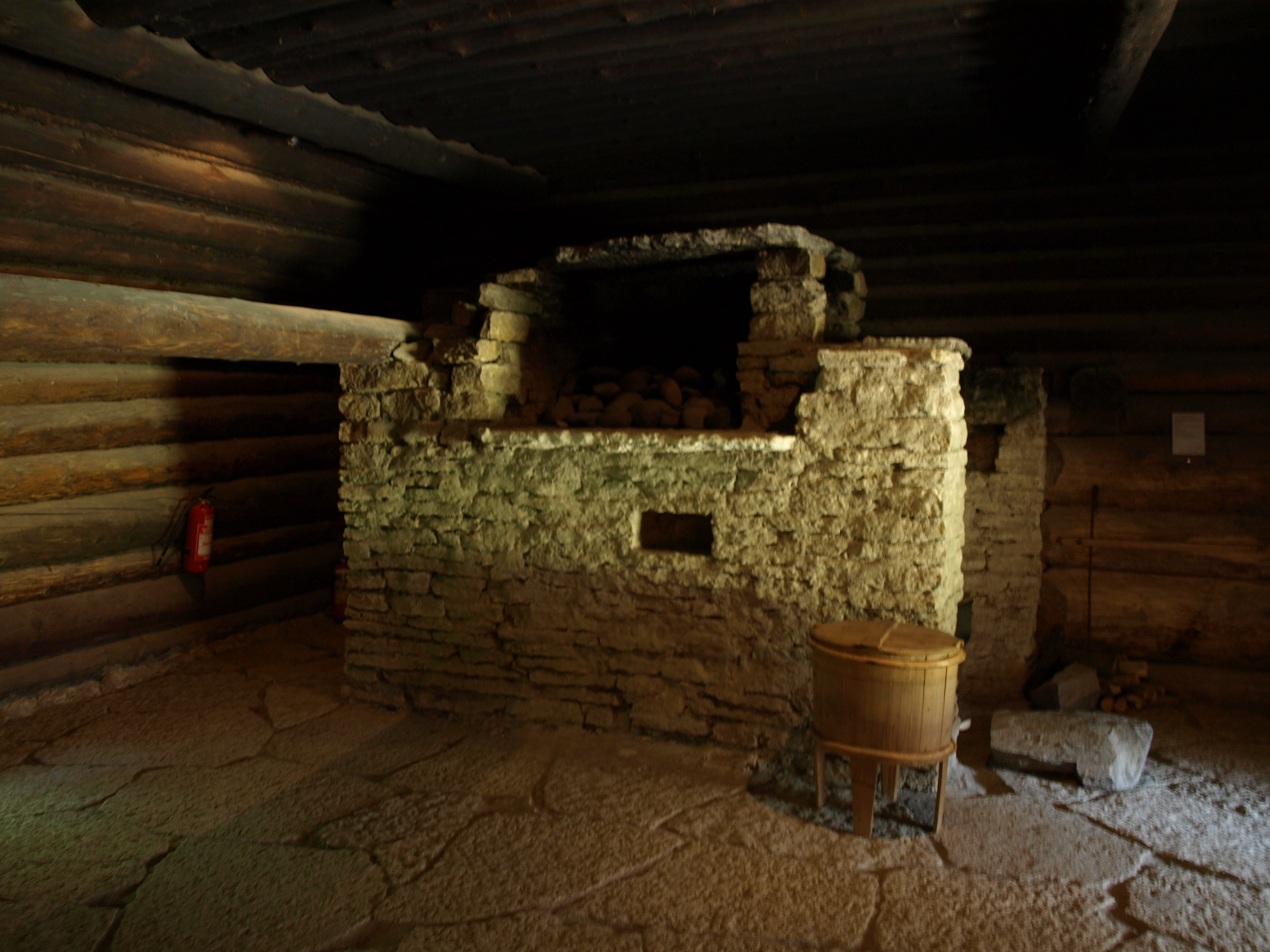
Піч в житловому фермерському будинку, використовувана для сушіння зерна восени і опалення і приготування їжі взимку
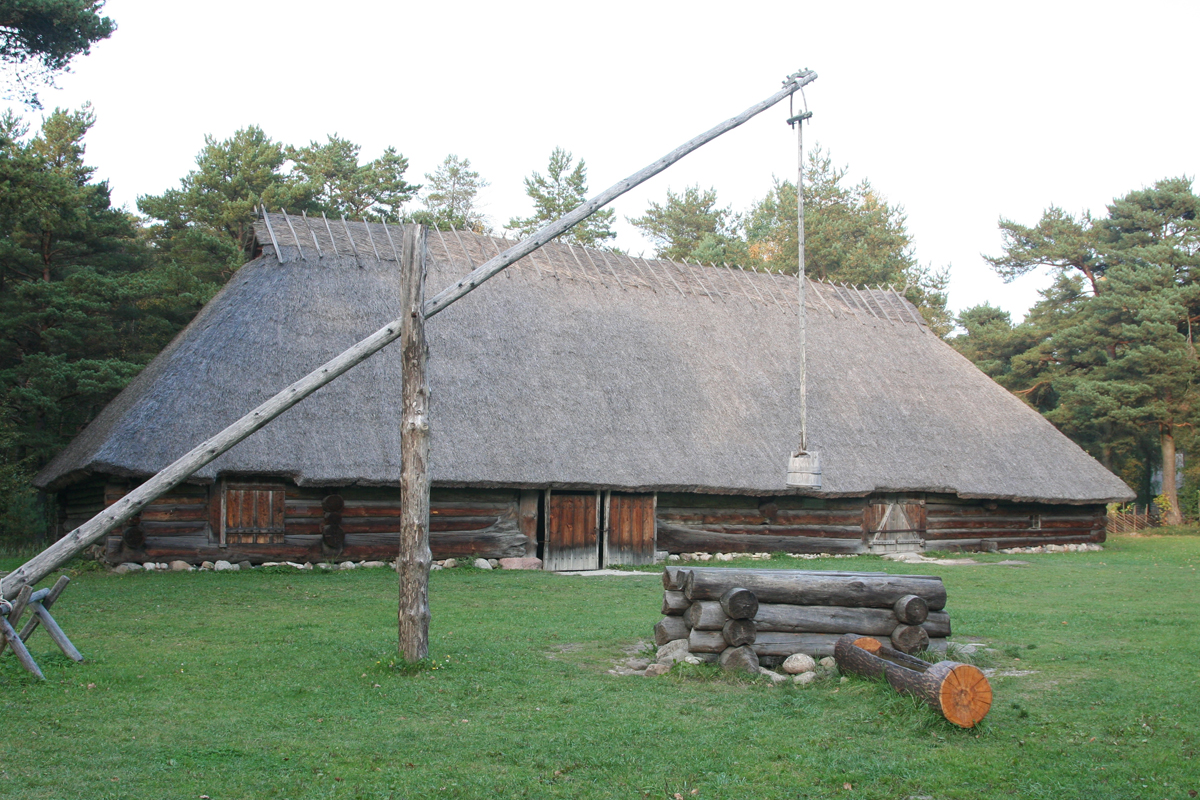
Фермерське господарство Сассі Йаані
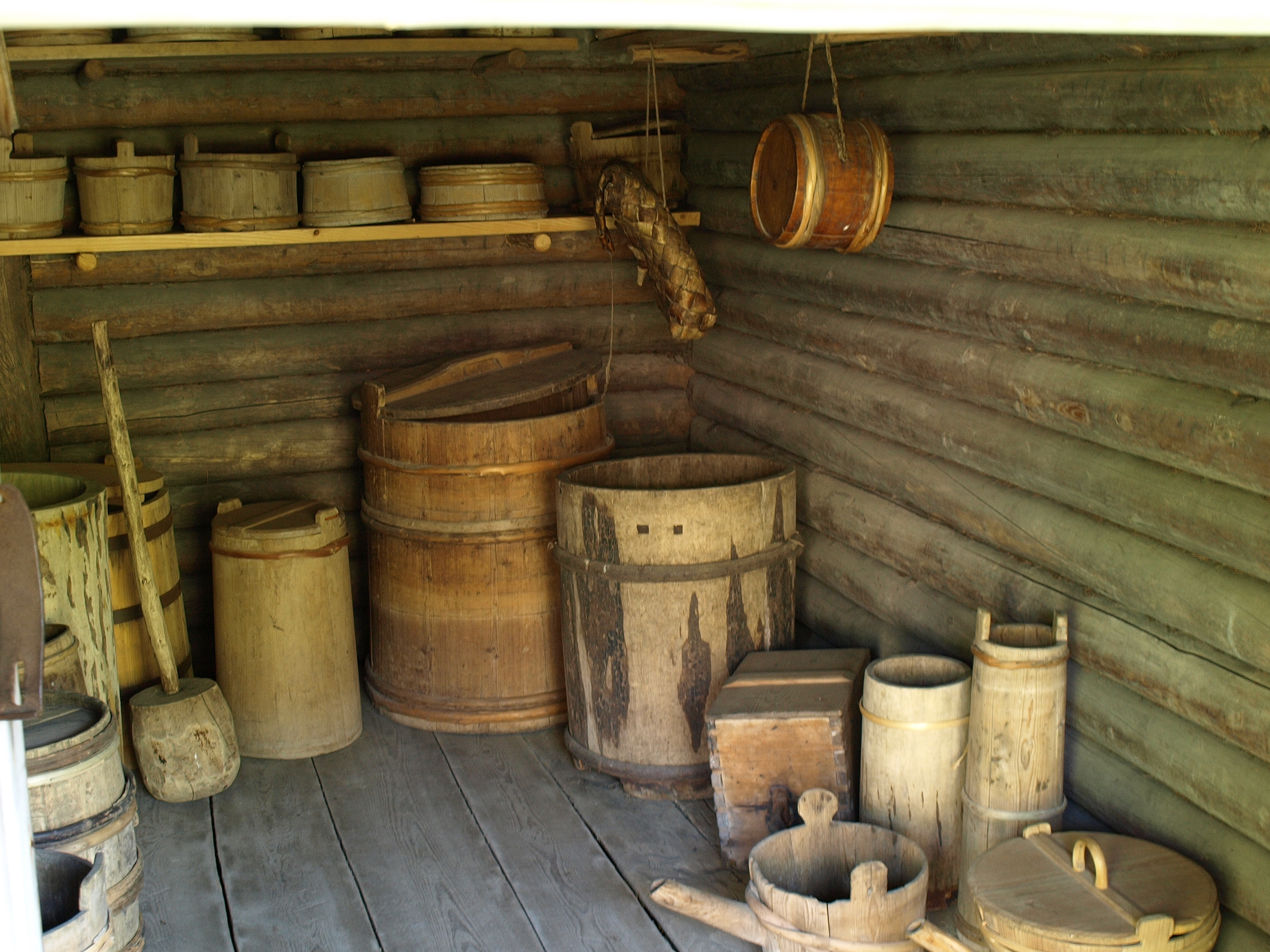
Комора фермерського будинку
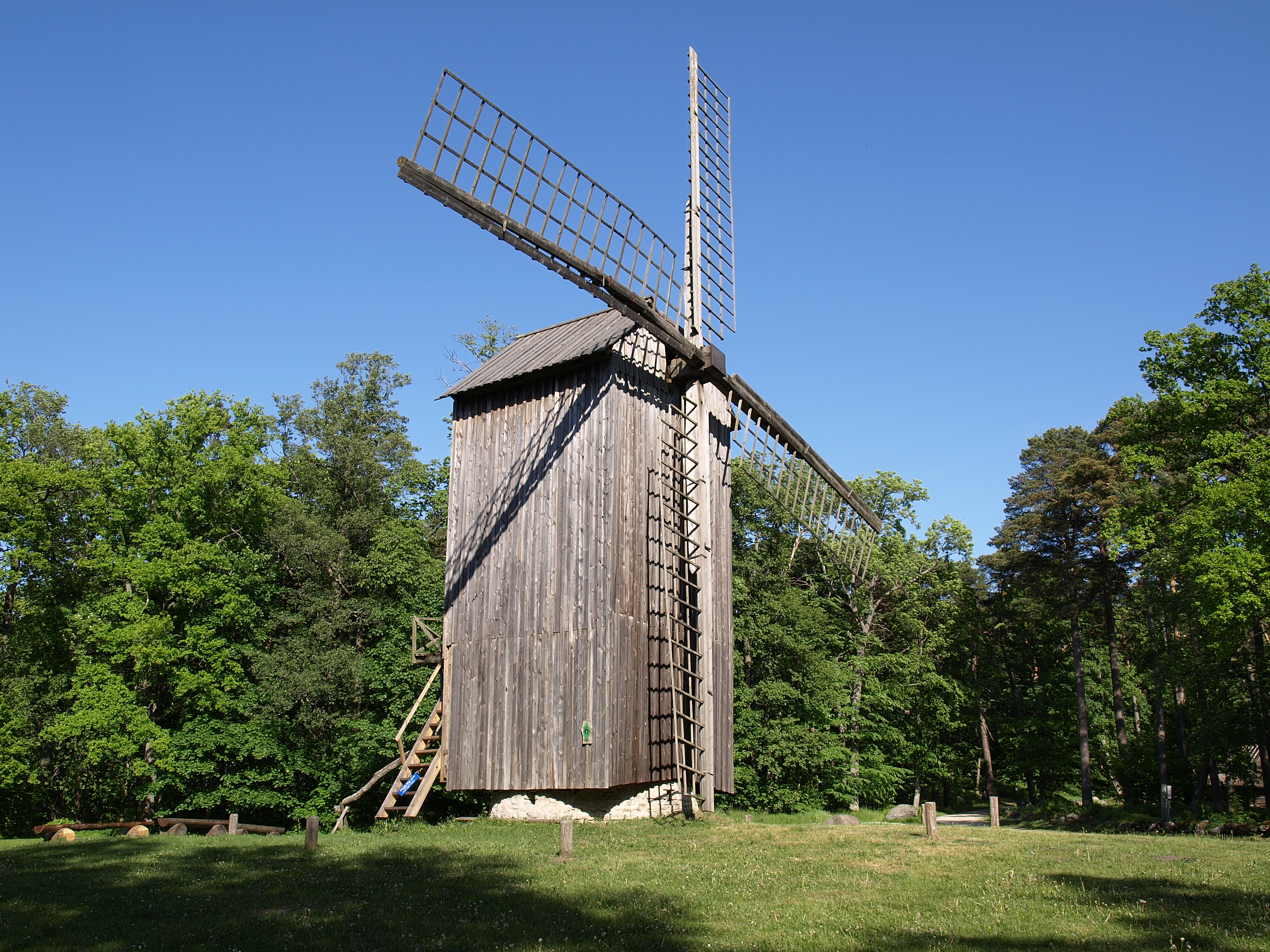
Вітряк з Уленді